# ÖGWT - Österreichische Gesellschaft für Warenwissenschaften und Technologie

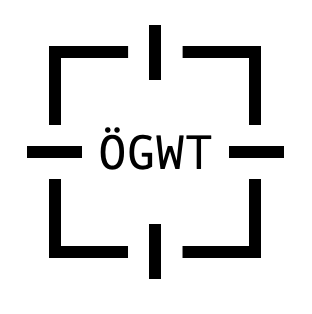
Logo der ÖGWT

Die ÖGWT – Österreichische Gesellschaft für Warenwissenschaften und Technologie ist ein wissenschaftlicher, gemeinnütziger Verein, der sich für eine moderne und praxisnahe Ausbildung der Lehrkräfte und Fachleute auf dem Gebiet der Warenwissenschaften (Warenlehre) und Technologie einsetzt.
Das Logo der ÖGWT versinnbildlicht ein Fenster mit einem wissenschaftlichen Blick auf die Ware. Das schließt den gesamten Themenkreis der Warenproduktion, die Warennutzung und Warenentsorgung mit ein.

## Zweck
Die Gesellschaft erstrebt die permanente Fortbildung aller Fachleute, Lehrer und sonst Tätigen auf dem Gebiet der Warenwissenschaften (Warenlehre) und Technologie, die Aufklärung der Verbraucher über den Gebrauchswert von Waren und die Zusammenarbeit mit den Unternehmungen auf den Gebieten der Wissenschaft von den Waren wie Produktgestaltung, Warenproduktion, Warenprüfung, Marketing und Information über Waren.
Die wichtigsten Arbeitsgebiete der ÖGWT sind Naturwissenschaften, Warenwissenschaften und Technologie.

### Forum Ware
Seit dem Jahr 1972 ist die ÖGWT Herausgeberin der wissenschaftlichen Fachzeitschrift Forum Ware in Kooperation mit der DGWT Deutsche Gesellschaft für Warenkunde und Technologie. Einzelne Ausgaben werden gemeinsam mit der IGWT Internationale Gesellschaft für Warenwissenschaften und Technologie herausgegeben.

## Geschichte
Die Gründung der ÖGWT erfolgte als „Österreichische Gesellschaft für Warenkunde“ (ÖGW) am Institut für Technologie und Warenwirtschaftslehre der Hochschule für Welthandel im Jahr 1957. Der Bescheid über die Nichtuntersagung wurde mit 19. November 1957 erteilt.

### Gründer
- Edmund Grünsteidl, Institutsvorstand des ITWWL (Institut für Technologie und Warenwirtschaftslehre)
- Felix Romanik, BMU (Bundesministerium für Unterricht)
- Erwin Görig, HAK Prof. in Wien (HAK Handelsakademie)
- Anton Steininger, HAK Direktor in Wien
- Kurt Stockert, ehemals ITWWL
- und weitere, wie einige namhafte Firmen und Verbände, die als unterstützende Mitglieder gewonnen wurden.

### Frühere Vereinsnamen
- 1957–1977: ÖGW Österreichische Gesellschaft für Warenkunde
- 1977–1998: ÖGWT Österreichische Gesellschaft für Warenkunde und Technologie
- seit 1998: ÖGWT Österreichische Gesellschaft für Warenwissenschaften und Technologie

### 50 Jahre ÖGWT
- Festrede des Präsidenten Gerhard Vogel im Naturhistorischen Museum Wien. Memento-Archiv